# Wissadula gymnanthemum
Wissadula gymnanthemum là một loài thực vật có hoa trong họ Cẩm quỳ. Loài này được (Griseb.) K. Schum. miêu tả khoa học đầu tiên năm 1891.